# Бен Аскрен
Бен Аскрен (англ. Ben Askren; нар.. 18 липня 1984, Сідар-Рапідс, Айова, США) — колишній американський борець вільного стилю, чемпіон США, а також американський боєць змішаного стилю, що виступав під егідою UFC. Колишній чемпіон ONE Championship і Bellator у напівсередній ваговій категорії. Після поразки від Деміана Майї задушливим прийомом на турнірі UFC Fight Night 162 Бен Аскрен вирішив завершити кар'єру бійця.

## ONE Championship
9 грудня 2013 року, Аскрен підписав контракт з ONE Championship на шість боїв. Першим боєм в цій організації Аскрен зустрівся з Бахтіяром Аббасовим, який виграв вже дев'ять боїв, у головній події ONE FC: Honor and Glory 30 травня. Він виграв бій больовим у першому раунді.
На турнірі ONE Championship: Global Warriors 15 квітня, 2016 року Аскрен переміг Миколу Алексахіна одноголосним рішенням суддів.

## UFC
25 жовтня 2018 року UFC і One Championship провернули безпрецедентну угоду, обмінявши колишнього чемпіона в найлегшій вазі Деметріуса Джонсона на Бена Аскрена.
Аскрен підписав контракт з UFC. На турнірі UFC 235 4 березня був дебютний бій Бена в UFC. У перші хвилини першого раунду бій міг закінчитися першою поразкою в кар'єрі. Однак він довів статус колишнього чемпіона двох організацій, зміг реабілітуватися і перемогти задушливим прийомом «Бульдог» колишнього чемпіона Роббі Лоулера. Багато хто вважає, що бій був зупинений передчасно. В інтерв'ю промоутер Дана Уайт заявив, що хоче організувати між бійцями реванш. Однак Бен заявив, що в реванші не зацікавлений і хоче бою з Дарреном Тіллом або Хорхе Масвідалем.
6 липня 2019 року на турнірі UFC 239 Бен Аскрен зустрівся з Хорхе Масвідалем. Багато аналітиків вважали Аскрена безумовним фаворитом в цьому бою, беручи до уваги відсутність поразок в рекорді Аскрена, а також його першокласні навички боротьби, в той час як Масвідаль в даному аспекті значно поступається своєму опоненту. Майбутнє протистояння також загострювалося особистою неприязню між бійцями, в рамках якої Аскрен часто висміював бійцівські навички Масвідаля, ставлячи під сумнів здатність останнього протистояти його навичкам боротьби, а Масвідаль у свою чергу обіцяв жорстоко розправитися з Аскреном в октагоні. Однак, вже в перші секунди бою Масвідаль стрімко побіг на свого суперника і, завдавши нищівного удару коліном в стрибку в голову, відправив його в глибокий нокаут. Масвідаль добив знерухомлене тіло Аскрена і здобув перемогу нокаутом за 5 секунд першого раунду, тим самим встановивши новий рекорд як найшвидший нокаут в історії UFC. Для Аскрена це стало найпершою і гіркою поразкою за всю кар'єру.
26 жовтня 2019 року на UFC Fight Night Бен Аскрен вийшов проти бійця Деміана Майя. Бій закінчився наприкінці третього раунду. Бен Аскрен віддав спину одному з кращих борців дивізіону і програв задушливим прийомом. Після UFC Fight Night 162 завершив кар'єру бійця.

## Титули і досягнення
Виступав на Олімпійських іграх з боротьби в Пекіні. Разом з чемпіоном у двох вагових Генрі Сехудо і чемпіоном важкої ваги Даніелем Корм'є представляли США.

### Змішані єдиноборства
- Bellator MMA
  - Чемпіон Bellator в напівсередній вазі (один раз)
  - Чотири успішних захисту титулу
  - Переможець гран-прі другого сезону Bellator у напівсередній вазі
  - Володар найдовшої серії успішних захистів титулу в історії Bellator (4)
  - Володар найбільшої кількості успішних захистів титулу в історії Bellator (4)
- ONE Championship
  - Чемпіон ONE Championship в напівсередній вазі (один раз)
  - Три успішних захисту титулу

## Статистика в змішаних єдиноборствах
| Професійна кар'єра бійця |            |           |
| Боїв 22                  | Перемог 19 | Поразок 2 |
| Нокаут                   | 6          | 1         |
| Здача                    | 6          | 1         |
| Рішення суддів           | 7          | 0         |
| Не відбулись             | 1          | 1         |

| Результат   | Рекорд   | Суперник           | Спосіб                                         | Турнір                                  | Дата              | Раунд | Час  | Місце            | Примітки                                                                       |
| ----------- | -------- | ------------------ | ---------------------------------------------- | --------------------------------------- | ----------------- | ----- | ---- | ---------------- | ------------------------------------------------------------------------------ |
| Поразка     | 19-2 (1) | Деміан Майя        | Здача (удушення ззаду)                         | UFC Fight Night: Maia vs. Askren        | 26 2019           | 3     | 3:54 | Сінгапур         |                                                                                |
| Поразка     | 19-1 (1) | Хорхе Масвідаль    | Нокаут (удар коліном у прижку)                 | UFC 239                                 | 6 2019            | 1     | 0:05 | Лас-Вегас, США   |                                                                                |
| Перемога    | 19-0 (1) | Роббі Ловлер       | задушливий прийом (бульдог)                    | UFC 235                                 | 2 березня 2019    | 1     | 3:20 | Лас-Вегас, США   | Дебют у UFC                                                                    |
| Перемога    | 18-0 (1) | Шинья Аокі         | Технічний нокаут (удари)                       | ONE Championship 64: Immortal Pursuit   | 24 листопада 2017 | 1     | 0:57 | Каланг, Сінгапур | Захистив титул чемпіона ONE Championship у напівсередній вазі.                 |
| Перемога    | 17-0 (1) | Себастьян Кадестам | Технічний нокаут (удари)                       | ONE Championship 60: Shanghai           | 2 вересня 2017    | 2     | 4:09 | Шанхай, Кітай    | Захистив титул чемпіона ONE Championship у напівсередній вазі.                 |
| Перемога    | 16-0 (1) | Агілан Тані        | задушливий прийом (трикутник руками)           | ONE Championship 55: Dynasty of Heroes  | 26 травня 2017    | 1     | 2:20 | Каланг, Сінгапур | Захистив титул чемпіона ONE Championship у напівсередній вазі.                 |
| Перемога    | 15-0 (1) | Микола Алексахін   | одностайне рішення                             | ONE Championship 41: Global Rivals      | 15 квітня 2016    | 5     | 5:00 | Пасай, Філіппіни | Не титульний бій; Алексахін не зробив вагу (85 кг).                            |
| Не відбувся | 14-0 (1) | Луїс Сантус        | Без результата (стусан в око)                  | ONE Championship 26: Valor of Champions | 24 квітня 2015    | 1     | 2:19 | Пасай, Філіппіни | Зберіг титул чемпіона ONE Championship в напівсередній вазі.                   |
| Перемога    | 14-0     | Нобутацу Сузукі    | Технічний нокаут (удари)                       | ONE FC 19: Reign of Champions           | 29 серпня 2014    | 1     | 1:24 | Дубай, ОАЕ       | Завоював титул чемпіона ONE FC в напівсередній вазі.                           |
| Перемога    | 13-0     | Бахтіяр Аббасов    | задушливий прийом (трикутник руками)           | ONE FC 16: Honor and Glory              | 30 травня 2014    | 1     | 4:21 | Каланг, Сінгапур |                                                                                |
| Перемога    | 12-0     | Андрій Корешков    | Технічний нокаут (удари)                       | Bellator 97                             | 31 липня 2013     | 4     | 2:58 | Ріо-Ранчо, США   | Захистив титул чемпіона Bellator у напівсередній вазі. Пізніше звільнив титул. |
| Перемога    | 11-0     | Карл Амуссу        | Технічний нокаут (зупинка лікарем)             | Bellator 86                             | 24 січня 2013     | 3     | 5:00 | Такервілл, США   | Захистив титул чемпіона Bellator у напівсередній вазі.                         |
| Перемога    | 10-0     | Дуглас Ліма        | одностайне рішення                             | Bellator 64                             | 6 квітня 2012     | 5     | 5:00 | Вінсор, Канада   | Захистив титул чемпіона Bellator у напівсередній вазі.                         |
| Перемога    | 9-0      | Джей Хірон         | роздільне рішення                              | Bellator 56                             | 29 жовтня 2011    | 5     | 5:00 | Канзас-Сіті, США | Захистив титул чемпіона Bellator у напівсередній вазі.                         |
| Перемога    | 8-0      | Нік Томпсон        | одностайне рішення                             | Bellator 40                             | 9 квітня 2011     | 3     | 5:00 | Ньюкірк, США     | Не титульний бій.                                                              |
| Перемога    | 7-0      | Лайман Гуд         | одностайне рішення                             | Bellator 33                             | 21 жовтня 2010    | 5     | 5:00 | Філадельфія, США | Захистив титул чемпіона Bellator у напівсередній вазі.                         |
| Перемога    | 6-0      | Ден Хорнбакл       | одностайне рішення                             | Bellator 22                             | 17 червня 2010    | 3     | 5:00 | Канзас-Сіті, США | Фінал гран-прі другого сезону Bellator напівсередньої ваги.                    |
| Перемога    | 5-0      | Райан Томас        | одностайне рішення                             | Bellator 19                             | 20 травня 2010    | 3     | 5:00 | Гранд-Прері, США | Півфінал гран-прі другого сезону Bellator напівсередньої ваги.                 |
| Перемога    | 4-0      | Райан Томас        | задушливий прийом (гільйотина)                 | Bellator 14                             | 15 квітня 2010    | 1     | 2:40 | Чикаго, США      | Чвертьфінал гран-прі другого сезону Bellator напівсередньої ваги.              |
| Перемога    | 3-0      | Метт Деленойт      | задушливий прийом (північ-південь)             | Max Fights DM: Ballroom Brawl           | 28 серпня 2009    | 1     | 1:15 | Де-Мойн, США     |                                                                                |
| Перемога    | 2-0      | Мітчелл Харріс     | задушливий прийом (зворотний трикутник руками) | HP: The Patriot Act 2                   | 25 квітня 2009    | 1     | 1:27 | Колумбія, США    | Бій в проміжній вазі (79 кг).                                                  |
| Перемога    | 1-0      | Джош Флауерс       | Технічний нокаут (удари)                       | HP: The Patriot Act                     | 7 лютого 2009     | 1     | 1:25 | Колумбія, США    |                                                                                |

## Примітка
1. ↑  https://www.teamusa.org/usa-wrestling/athletes/ben-askren
2. ↑  MMA Welterweight Rankings. fightmagazine.com. Архів оригіналу за 4 червня 2011. Процитовано 4/5/2013. [Архівовано 2011-06-04 у Wayback Machine.]
3. ↑  Sherdog Official Mixed Martial Arts Rankings. Sherdog.com. Архів оригіналу за 5 червня 2021. Процитовано 7/8/2013.
4. ↑  Rankings | UFC. www.ufc.com. Архів оригіналу за 12 червня 2019. Процитовано 4 червня 2021.